# Carmel (vin)
Carmel (hebreiska: יקבי כרמל) är en vinproducent i Israel. Verksamheten grundades 1882 av Edmond de Rothschild, har två anläggningar (Rishon Le Zion, söder om Tel Aviv och Zikhron Ya'akov söder om Haifa) och exporterar vin till mer än 40 länder.